# Heiligewegpoort

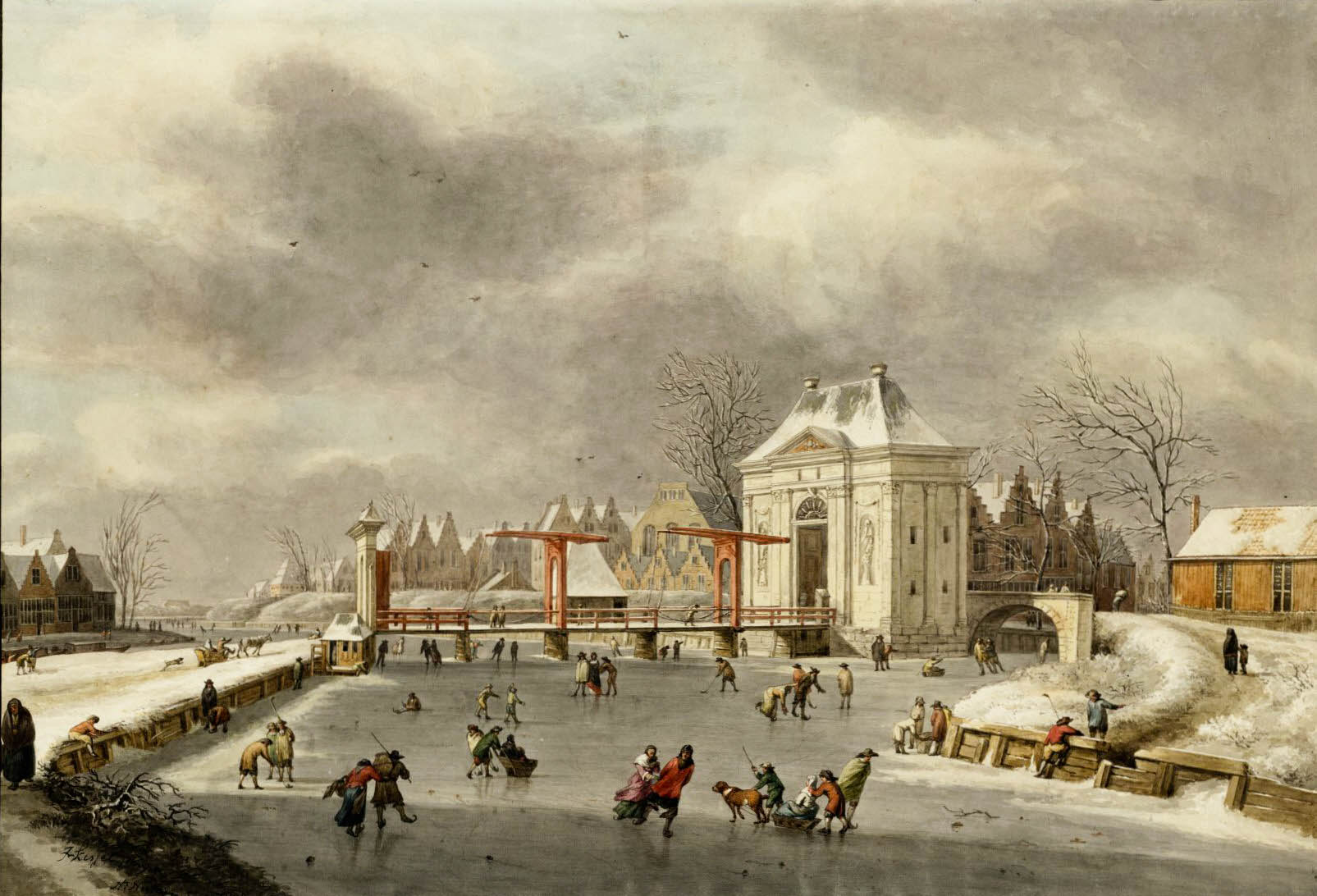
Vue de la Heiligewegpoort sur une peinture de Hermanus Numan de 1808.

La Heiligewegpoort (« Porte de la voie Sainte » en néerlandais) était l'une des portes d'accès à la ville dans le second système de fortifications d'Amsterdam au XVe siècle. La première Heiligewegspoort se trouvait au bout de l'actuelle Heiligeweg. Cependant, à la suite de la mise en place du premier plan d'expansion de la ville à la fin du XVIe siècle, la porte fut déplacée au bout du Heiligewegburgwal, devenu la Koningsplein une fois asséché plusieurs années plus tard.
À l'origine, la porte était construite en bois, mais en 1637, elle fut recouverte de pierres selon des plans conçus par Jacob van Campen. À la suite du quatrième plan d'expansion de la ville, en 1658, la porte se retrouva à l'intérieur des nouvelles limites de la ville. En 1664, sa fonction de porte fut ainsi reprise par la Leidsepoort située plus au sud, ce qui justifia sa destruction en 1663.